# Heinrich Bukow (Theologe)
Heinrich Bukow, genannt „der Ältere“ († 3. März oder 4. März 1473), war ein deutscher katholischer Theologe und Rektor der Universität Greifswald.

## Leben
Heinrich Bukow entstammte einer einflussreichen Greifswalder Ratsfamilie. Er war der Sohn des Greifswalder Ratsherrn Hinrich Bukow (1383–1411) und der Katharina von Werle sowie Bruder der Ratsherren Siegfried († 1449) und Georg († 1476) Bukow.
1427 immatrikulierte er sich an der Universität Rostock. 1444 gehörte er dem Rat von Stralsund an. Am 21. Januar 1445 wurde er Pleban an der Nikolaikirche in Gützkow. 1449 war er Propst (Präpositus) der Greifswalder Nikolaikirche. Er setzte sich für die Einrichtung eines Kollegiatstiftes an der Kirche ein und stiftete 1457 eine Präbende, die dem jeweiligen Inhaber des theologischen Lehrstuhl zugutekommen sollte. Nach der Einrichtung des Kollegiatstiftes wurde er als Propst bestätigt.
Im Jahr 1457 wurde er, als Nachfolger von Heinrich Rubenow, zu dessen Gegnern er gezählt wurde, obwohl er keinen akademischen Grad hatte, zum zweiten Rektor der Universität Greifswald gewählt. Nachdem Rubenow die Jagdgesellschaft des Herzogs Erich II. festnehmen lassen hatte, die im Wald bei Horst unrechtmäßig gejagt hatte, nutzten Bukow und andere Gegner Rubenows die Gelegenheit, eine Kampagne gegen ihn auszulösen. Rubenow musste die Stadt verlassen, konnte jedoch nach einiger Zeit zurückkehren und seine Ämter wiedererlangen. Heinrich Bukow verließ darauf freiwillig die Stadt für einige Zeit, konnte jedoch sein Amt behalten.
1463 erhielt er ein Kanonikat am Dom zu Cammin.
Als nach der Ermordung Heinrich Rubenows auf Betreiben von dessen Schwager Henning Hennings dem Bürgermeister Dietrich Lange – Sohn seiner Schwester Margarete und dem Ratsherrn Nikolaus von der Osten 1463 der Prozess gemacht wurde, war Heinrich Bukow keine Schuld nachzuweisen. Obwohl er zum zweiten Mal zum Rektor der Universität Greifswald gewählt wurde, verließ er 1463 Greifswald um in Gützkow sein Amt als Pleban auszuüben. Erst nachdem Hennings an der Pest gestorben war, kehrte Bukow 1464 nach Greifswald zurück.
1467 wurde er zu einem der Procuratoren der Artistenfakultät gewählt. Er starb am 3. oder 4. März 1474.
Sein gleichnamiger Neffe Heinrich Bukow und Erbe war als Rechtsgelehrter mehrmals Rektor der Universität Greifswald.